# One Love (David-Guetta-Album)
One Love ist das vierte Studioalbum des französischen DJs David Guetta. Es wurde am 24. Juli 2009 von den Labeln EMI France und Virgin Records veröffentlicht. Am 26. November 2010 erschien das Album nochmals in der erweiterten Fassung mit dem Titel One More Love.

## Titelliste

### One Love
| #  | Titel                                           | Autor(en) | Produzent(en)                                                    | Länge |
| -- | ----------------------------------------------- | --- | ---------------------------------------------------------------- | ----- |
| 1  | When Love Takes Over (feat. Kelly Rowland)      | Miriam Nervo, Olivia Nervo, Kelly Rowland, David Guetta, Frédéric Riesterer                                         | David Guetta, Frédéric Riesterer                                 | 3:12  |
| 2  | Gettin’ Over (feat. Chris Willis)               | Chris Willis, will.i.am, Fergie, Red Foo, Sky Blu, David Guetta, Jean-Claude Sindres, Frédéric Riesterer, Sandy Vee | David Guetta, Jean-Claude Sindres, Sandy Vee, Frédéric Riesterer | 3:00  |
| 3  | Sexy Bitch (feat. Akon)                         | David Guetta, Akon, Giorgio Tuinfort & Jean-Claude Sindres                                                          | David Guetta, Sandy Vee, Jean-Claude Sindres                     | 3:16  |
| 4  | Memories (feat. Kid Cudi)                       | Scott Mescudi, David Guetta, Frédéric Riesterer                                                                     | David Guetta, Frédéric Riesterer                                 | 3:30  |
| 5  | On the Dancefloor (feat. will.i.am & apl.de.ap) | William Adams, Allan Pineda, Sindres, Vee                                                                           | Vee, Sindres                                                     | 3:45  |
| 6  | It’s the Way You Love Me (feat. Kelly Rowland)  | Miriam & Olivia Nervo, Riesterer                                                                                    | Frédéric Riesterer                                               | 4:10  |
| 7  | Missing You (feat. Novel)                       | Alonzo Stephenson. Sindres, Vee                                                                                     | Vee, Sindres                                                     | 3:07  |
| 8  | Choose (feat. Ne-Yo & Kelly Rowland)            | Riesterer, Shaffer Smith                                                                                            | Riesterer                                                        | 3:57  |
| 9  | How Soon Is Now (feat. Julie McKnight)          | Jason Sealee, Riesterer, Ingrosso, Dragan Roganovic                                                                 | Dirty South, Ingrosso, Riesterer                                 | 4:09  |
| 10 | I Gotta Feeling (mit The Black Eyed Peas)       | The Black Eyed Peas, David Guetta, Frédéric Riesterer                                                               | Riesterer                                                        | 3:54  |
| 11 | One Love (feat. Estelle)                        | David Guetta, Jean-Claude Sindres, Sandy Vee, Estelle Swaray                                                        | David Guetta                                                     | 4:01  |
| 12 | I Wanna Go Crazy (feat. Will.i.am)              | David Guetta, Jean Claude Sindres & Sandy Vee, William Adams                                                        | David Guetta                                                     | 3:24  |
| 13 | Sound of Letting Go (feat. Chris Willis)        | Miriam & Olivia Nervo, Roman de Garcez                                                                              | Tocadisco                                                        | 3:46  |
| 14 | Toyfriend (feat. Wynter Gordon)                 | Steven Battey, Carlos Battey                                                                                        | Afrojack                                                         | 3:17  |
| 15 | If We Ever (feat. Makeba)                       | Makeba Riddick, Riesterer, Vee, Sindres                                                                             | Vee, Sindres, Riesterer                                          | 4:40  |

| #  | Titel                                                                             | Autor(en)                  | Produzent(en)                                | Länge |
| -- | --------------------------------------------------------------------------------- | -------------------------- | -------------------------------------------- | ----- |
| 16 | I Need You Now (European iTunes Bonustrack) (feat. Laidback Luke & Samantha Jade) | Samantha Jade              | David Guetta, Laidback Luke                  | 3:36  |
| 17 | It’s Your Life (European iTunes Bonustrack) (feat. Chris Willis)                  | Miriam Nervo, Olivia Nervo | David Guetta, Jean-Claude Sindres, Sandy Vee | 3:44  |
| 16 | Montenegro (Mexican iTunes Bonustrack)                                            |                            |                                              | 5:58  |
| 17 | GRRRR (Mexican iTunes Bonustrack)                                                 |                            |                                              | 7:29  |

### One More Love
| #  | Titel                                           | Autor(en) | Produzent(en)                                                    | Länge |
| -- | ----------------------------------------------- | --- | ---------------------------------------------------------------- | ----- |
| 1  | When Love Takes Over (feat. Kelly Rowland)      | Miriam Nervo, Olivia Nervo, Kelly Rowland, David Guetta, Frédéric Riesterer                                         | David Guetta, Frédéric Riesterer                                 | 3:12  |
| 2  | Gettin’ Over (feat. Chris Willis)               | Chris Willis, will.i.am, Fergie, Red Foo, Sky Blu, David Guetta, Jean-Claude Sindres, Frédéric Riesterer, Sandy Vee | David Guetta, Jean-Claude Sindres, Sandy Vee, Frédéric Riesterer | 3:00  |
| 3  | Sexy Bitch (feat. Akon)                         | David Guetta, Akon, Giorgio Tuinfort, Jean-Claude Sindres                                                           | David Guetta, Sandy Vee, Jean-Claude Sindres                     | 3:16  |
| 4  | Memories (feat. Kid Cudi)                       | Scott Mescudi, David Guetta, Frédéric Riesterer                                                                     | David Guetta, Frédéric Riesterer                                 | 3:30  |
| 5  | On the Dancefloor (feat. will.i.am & apl.de.ap) | William Adams, Allan Pineda, Sindres, Vee                                                                           | Vee, Sindres                                                     | 3:45  |
| 6  | It’s the Way You Love Me (feat. Kelly Rowland)  | Miriam & Olivia Nervo, Riesterer                                                                                    | Frédéric Riesterer                                               | 4:10  |
| 7  | Missing You (feat. Novel)                       | Alonzo Stephenson. Sindres, Vee                                                                                     | Vee, Sindres                                                     | 3:07  |
| 8  | Choose (feat. Ne-Yo & Kelly Rowland)            | Riesterer, Shaffer Smith                                                                                            | Riesterer                                                        | 3:57  |
| 9  | How Soon Is Now (feat. Julie McKnight)          | Jason Sealee, Riesterer, Ingrosso, Dragan Roganovic                                                                 | Dirty South, Ingrosso, Riesterer                                 | 4:09  |
| 10 | I Gotta Feeling (feat. The Black Eyed Peas)     | The Black Eyed Peas, David Guetta, Frédéric Riesterer                                                               | Riesterer                                                        | 3:54  |
| 11 | One Love (feat. Estelle)                        | David Guetta, Jean-Claude Sindres, Sandy Vee, Estelle Swaray                                                        | David Guetta                                                     | 4:01  |
| 12 | I Wanna Go Crazy (feat. Will.i.am)              | David Guetta, Jean Claude Sindres & Sandy Vee, William Adams                                                        | David Guetta                                                     | 3:24  |
| 13 | Sound of Letting Go (feat. Chris Willis)        | Miriam & Olivia Nervo, Roman de Garcez                                                                              | Tocadisco                                                        | 3:46  |
| 14 | Toyfriend (feat. Wynter Gordon)                 | Steven Battey, Carlos Battey                                                                                        | Afrojack                                                         | 3:17  |
| 15 | If We Ever (feat. Makeba)                       | Makeba Riddick, Riesterer, Vee, Sindres                                                                             | Vee, Sindres, Riesterer                                          | 4:40  |

| #  | Titel                                                                | Autor(en) | Produzent(en)                                                    | Länge |
| -- | -------------------------------------------------------------------- | --- | ---------------------------------------------------------------- | ----- |
| 16 | Who’s That Chick? (feat. Rihanna)                                    | Kinda “Kee” Hamid, David Guetta, Giorgio Tuinfort, Frédéric Riesterer                                               | David Guetta, Giorgio Tuinfort, Frédéric Riesterer               | 2:46  |
| 17 | Gettin’ Over You (feat. Fergie, Chris Willis & LMFAO)                | Chris Willis, will.i.am, Fergie, Red Foo, Sky Blu, David Guetta, Jean-Claude Sindres, Frédéric Riesterer, Sandy Vee | David Guetta, Jean-Claude Sindres, Sandy Vee, Frédéric Riesterer | 3:08  |
| 18 | Revolver (One Love Remix) (David Guetta vs. Madonna feat. Lil Wayne) | Madonna, Carlos Battey, Steven Battey, David Guetta, Dwayne Carter, Justin Franks, Brandon Kitchen                  | Madonna, Frank E, David Guetta                                   | 3:40  |
| 19 | Commander (feat. Kelly Rowland)                                      | David Guetta, Sandy Wilhelm, Richard Butler, Jr.                                                                    | David Guetta                                                     | 3:41  |
| 20 | Acapella (feat. Kelis)                                               | Kelis, David Guetta, Frédéric Riesterer, Jean Baptiste, Makeba Riddick                                              | David Guetta, Frédéric Riesterer                                 | 4:28  |
| 21 | Missing You (New Version) (feat. Novel)                              | Alonzo Stephenson. Sindres, Vee                                                                                     | Vee, Sindres                                                     | 3:07  |
| 22 | Louder Than Words (feat. Afrojack & Niles Mason)                     | |                                                                  | 3:06  |
| 23 | Freak (feat. Estelle)                                                | Estelle Swaray, Jason Harrow, David Guetta, Nick Van De Wall, Ruben Fernhout, Beresford Romeo                       | David Guetta, Nick Van De Wall (aka Afrojack)                    | 3:41  |
| 24 | Sexy Bitch (Chuckie & Lil Jon Remix) (feat. Akon)                    | David Guetta, Jean Claude Sindres, Sandy Vee, William Adams                                                         | David Guetta                                                     | 3:32  |
| 25 | GRRRR (Mexican iTunes Bonustrack)                                    | |                                                                  | 7:29  |
| 26 | Love Don’t Let Me Go (David Guetta vs. The Egg)                      | David Guetta, Ned Scott, Benji Vaughan, Chris Willis, Jean-Charles Carré, Joachim Garraud, Maff Scott, Matt White   | David Guetta                                                     | 3:16  |
| 27 | The World Is Mine (feat. JD Davis)                                   | |                                                                  | 3:40  |
| 28 | Love Is Gone (feat. Chris Willis)                                    | Chris Willis, Frédéric Riesterer, Joachim Garraud, David Guetta                                                     | Frédéric Riesterer, Joachim Garraud, David Guetta                | 3:08  |

## Singleauskopplungen
| Jahr | Titel Album                     | Höchstplatzierung, Gesamtwochen, AuszeichnungChartplatzierungen (Jahr, Titel, Album, Platzierungen, Wochen, Auszeichnungen, Anmerkungen) | Höchstplatzierung, Gesamtwochen, AuszeichnungChartplatzierungen (Jahr, Titel, Album, Platzierungen, Wochen, Auszeichnungen, Anmerkungen) | Höchstplatzierung, Gesamtwochen, AuszeichnungChartplatzierungen (Jahr, Titel, Album, Platzierungen, Wochen, Auszeichnungen, Anmerkungen) | Höchstplatzierung, Gesamtwochen, AuszeichnungChartplatzierungen (Jahr, Titel, Album, Platzierungen, Wochen, Auszeichnungen, Anmerkungen) | Höchstplatzierung, Gesamtwochen, AuszeichnungChartplatzierungen (Jahr, Titel, Album, Platzierungen, Wochen, Auszeichnungen, Anmerkungen) | Höchstplatzierung, Gesamtwochen, AuszeichnungChartplatzierungen (Jahr, Titel, Album, Platzierungen, Wochen, Auszeichnungen, Anmerkungen) | Anmerkungen                                                                                       |
| Jahr | Titel Album                     | DE | AT | CH | UK | US | FR | Anmerkungen                                                                                       |
| ---- | ------------------------------- | --- | --- | --- | --- | --- | --- | ------------------------------------------------------------------------------------------------- |
| 2009 | When Love Takes Over One Love   | DE2 Platin · (41 Wo.)DE | AT3 ×2Doppelplatin · (40 Wo.)AT | CH1 Platin · (55 Wo.)CH | UK1 ×2Doppelplatin · (30 Wo.)UK | US76 (9 Wo.)US | FR2 Gold · (39 Wo.)FR | Erstveröffentlichung: 10. Mai 2009 Verkäufe: + 5.500.000; feat. Kelly Rowland                     |
| 2009 | Sexy Bitch One Love             | DE1 Platin · (60 Wo.)DE | AT1 Platin · (55 Wo.)AT | CH2 ×4Vierfachplatin · (77 Wo.)CH | UK1 ×3Dreifachplatin · (40 Wo.)UK | US5 ×3Dreifachplatin · (40 Wo.)US | FR2 Diamant · (66 Wo.)FR | Erstveröffentlichung: 7. August 2009 Verkäufe: + 7.150.960; feat. Akon                            |
| 2009 | One Love                        | DE18 (25 Wo.)DE | AT20 (14 Wo.)AT | CH48 (8 Wo.)CH | UK46 (6 Wo.)UK | — | — | Erstveröffentlichung: 23. November 2009 feat. Estelle                                             |
| 2010 | Memories One Love               | DE6 ×3Dreifachplatin · (68 Wo.)DE | AT2 ×2Doppelplatin · (48 Wo.)AT | CH7 (41 Wo.)CH | UK15 Platin · (28 Wo.)UK | US46 Platin · (18 Wo.)US | FR5 Gold · (… Wo.)FR | Erstveröffentlichung: 29. März 2010 Verkäufe: + 3.330.000; feat. Kid Cudi                         |
| 2010 | Gettin’ Over You One More Love  | DE15 Gold · (30 Wo.)DE | AT4 Gold · (32 Wo.)AT | CH11 (24 Wo.)CH | UK1 Platin · (20 Wo.)UK | US31 (20 Wo.)US | FR1 (35 Wo.)FR | Erstveröffentlichung: 12. April 2010 Verkäufe: + 1.127.600; mit Chris Willis feat. Fergie & LMFAO |
| 2010 | Commander One More Love         | DE16 (13 Wo.)DE | AT23 (14 Wo.)AT | CH46 (7 Wo.)CH | UK9 Gold · (20 Wo.)UK | — | — | Erstveröffentlichung: 17. Mai 2010 Verkäufe: + 407.500; Kelly Rowland feat. David Guetta          |
| 2010 | Who’s That Chick? One More Love | DE6 Gold · (38 Wo.)DE | AT4 Gold · (27 Wo.)AT | CH8 (33 Wo.)CH | UK6 Platin · (36 Wo.)UK | US51 (9 Wo.)US | FR5 (28 Wo.)FR | Erstveröffentlichung: 26. November 2010 Verkäufe: + 1.213.083; feat. Rihanna                      |

## Rezensionen
Nach der Veröffentlichung von One Love erhielt das Album im Allgemeinen positive Kritiken. Das Album bekam 66 von 100 Punkten von Metacritic. Die britische Entertainmentseite Digital Spy gab dem Album eine positive Bewertung mit  möglichen Sternen. Die Los Angeles Times gab dem Album  Sterne mit dem Zitat.

“Guetta is at his best (and his most commercial) when he’s equipped with a melody as chewy as his beats.”

Ginger Clemens vom Billboard Magazin gab dem Album eine positive Bewertung. Das Unternehmen AllMusic gab  möglichen Sternen, mit dem Kommentar.

“Even if everything seems built for the 12" format and then landed on an album anyway, Guetta’s fans get all the well-done house music they desire, and then some.”

Caroline Sullivan von The Guardian gab dem Album eine Rezension mit . Dabei erwähnte sie, dass sie viele Songs als angenehm empfinde. Dazu erwähnte sie, dass die Sängerin Estelle eine besondere Erwähnung verdient hat.

## Kommerzieller Erfolg

### Chartplatzierungen
| ChartsChartplatzierungen       | Höchstplatzierung | Wochen |
| ------------------------------ | ----------------- | ------ |
| Deutschland (GfK)              | 2 (… Wo.)         | …      |
| Frankreich (SNEP)              | 1 (138 Wo.)       | 138    |
| Österreich (Ö3)                | 3 (107 Wo.)       | 107    |
| Schweiz (IFPI)                 | 2 (123 Wo.)       | 123    |
| Vereinigte Staaten (Billboard) | 70 (13 Wo.)       | 13     |
| Vereinigtes Königreich (OCC)   | 2 (92 Wo.)        | 92     |

| ChartsChartplatzierungen       | Höchstplatzierung | Wochen |
| ------------------------------ | ----------------- | ------ |
| Frankreich (SNEP)              | 80 (3 Wo.)        | 3      |
| Vereinigte Staaten (Billboard) | 113 (1 Wo.)       | 1      |

| ChartsJahrescharts (2009)    | Platzierung |
| ---------------------------- | ----------- |
| Deutschland (GfK)            | 50          |
| Frankreich (SNEP)            | 10          |
| Österreich (Ö3)              | 22          |
| Schweiz (IFPI)               | 13          |
| Vereinigtes Königreich (OCC) | 85          |

| ChartsJahrescharts (2010)    | Platzierung |
| ---------------------------- | ----------- |
| Deutschland (GfK)            | 14          |
| Frankreich (SNEP)            | 14          |
| Österreich (Ö3)              | 2           |
| Schweiz (IFPI)               | 8           |
| Vereinigtes Königreich (OCC) | 68          |

| ChartsJahrescharts (2011)    | Platzierung |
| ---------------------------- | ----------- |
| Deutschland (GfK)            | 84          |
| Österreich (Ö3)              | 38          |
| Schweiz (IFPI)               | 34          |
| Vereinigtes Königreich (OCC) | 88          |

### Auszeichnungen für Musikverkäufe
| Land/Region                  | Auszeichnungen für Musikverkäufe (Land/Region, Auszeichnung, Verkäufe) | Verkäufe    |
| ---------------------------- | ---------------------------------------------------------------------- | ----------- |
| Australien (ARIA)            | 2× Platin                                                              | 140.000     |
| Belgien (BRMA)               | 2× Platin                                                              | 60.000      |
| Deutschland (BVMI)           | 5× Gold                                                                | 500.000     |
| Europa (IFPI)                | Platin                                                                 | (1.000.000) |
| Frankreich (SNEP)            | Diamant                                                                | 500.000     |
| Golf-Kooperationsrat (IFPI)  | Platin                                                                 | 6.000       |
| Italien (FIMI)               | Platin                                                                 | 60.000      |
| Irland (IRMA)                | Gold                                                                   | 7.500       |
| Kanada (MC)                  | 2× Platin                                                              | 160.000     |
| Mexiko (AMPROFON)            | Platin                                                                 | 60.000      |
| Neuseeland (RMNZ)            | 4× Platin                                                              | 60.000      |
| Niederlande (NVPI)           | Platin                                                                 | 50.000      |
| Österreich (IFPI)            | 2× Platin                                                              | 40.000      |
| Portugal (AFP)               | Gold                                                                   | 10.000      |
| Russland (NFPF)              | Gold                                                                   | 10.000      |
| Spanien (Promusicae)         | Platin                                                                 | 60.000      |
| Schweiz (IFPI)               | 2× Platin                                                              | 60.000      |
| Ungarn (MAHASZ)              | Platin                                                                 | 6.000       |
| Vereinigtes Königreich (BPI) | 3× Platin                                                              | 900.000     |
| Insgesamt                    | 4× Gold · 26× Platin · 1× Diamant ·                                    | 2.689.500   |

| Land/Region     | Auszeichnungen für Musikverkäufe (Land/Region, Auszeichnung, Verkäufe) | Verkäufe |
| --------------- | ---------------------------------------------------------------------- | -------- |
| Dänemark (IFPI) | Gold                                                                   | 10.000   |
| Insgesamt       | 1× Gold ·                                                              | 10.000   |